# 斑鳜
斑鳜（学名：Siniperca scherzeri）为輻鰭魚綱鱸形目鱸亞目真鱸科鳜属的鱼类，俗名花鲈、火烧桂、乌桂、黄花桂。在中国，分布于长江、珠江、闽江、黄河、海河、辽河等水系及韓國、越南淡水流域，常见于江河湖泊中以及多在水的中下层，體長可達22公分。